# Křížová cesta (Šluknov)
Křížová cesta ve Šluknově na Děčínsku se nachází na Křížovém vrchu v jižní části města, zhruba 500 metrů jihovýchodně od kostela svatého Václava. Cestu založenou v 18. století lemuje čtrnáct zastavení v podobě dvanácti výklenkových kapliček, dvou zděných kaplí a dalších staveb. Je nejstarší ze čtrnácti křížových cest ve Šluknovském výběžku.

## Historie
Výstavba křížové cesty probíhala v letech 1738 až 1756. Celkem bylo postaveno dvanáct sloupků: zastavení číslo I až XI a XIII, dřevěný kříž jako XII. zastavení, kaple Božího hrobu jako XIV. zastavení, grotty svatého Petra a svaté Máří Magdalény a Getsemanská zahrada.
Podle pověsti křížovou cestu postavil pivovarnický tovaryš Anton Drössel. Při putování za prací se zavázal slibem, že pokud ve Šluknově nalezne práci a domov, vystaví na čedičovém kopci křížovou cestu. Práci si našel v panském pivovaru, založil domácnost a započal se stavbou cesty na místě Petrovy jeskyně. Nejdříve pracoval sám, postupně se našli další dobrovolníci a přispěvatelé. O tom svědčí fundační nápisy na výklenkových kapličkách: č. IX nase nápis A.M.IN …, č. X – úctyhodným H. Tobiasem Fürlichem, č. XIV – p. Heinrichem Grohmanem a Josefem Triefelem. 22. července 1756 byla křížová cesta vysvěcena. Kolem 20. července se konaly Slavnosti vysvěcení křížové cesty (tzv. Kreubergfest), kdy vycházelo procesí a na Křížové hoře byla konána pobožnost.

### Proměna areálu Křížové cesty
K rozšíření cesty došlo v roce 1770, kdy byla vystavěna kaple Kalvárie na místě dřevěného kříže. V letech 1860 – 1870 byla postavena kaple Žaláře Krista, v roce 1872 kaple Poslední večeře a v roce 1925 kaple Bičování Krista.
Areál křížové cesty má čtrnáct zastavení a končí na vrcholu kopce u kaple Kalvárie. V nice centrální části stavby bylo instalováno kamenné polychromované sousoší Kalvárie – Ukřižovaný Kristus, Panna Marie, Maří Magdaléna a Apoštol Jan. U sochy Krista je zastavení v kapli Božího hrobu. Tato kaple byla postavena podle vzoru kaple uprostřed Chrámu Božího hrobu v Jeruzalémě. Vstupní Andělskou kapli zakončuje vlastní prostor hrobové komory, nad jejímž středem je edikula tvořená arkádou na půdorysu šestiúhelníku.
Celý areál dotváří grotty se svatým Petrem a svatou Maří Magdalénou. Jde o dvě částečně zděné a částečně tesané grotty ve skalním podloží. Grotta se svatým Petrem se nachází při vstupu do areálu, jeskyně s Maří Magdalénou je umístěna ve svahu pod kaplí Kalvárie. Původně byly obě vyzdobeny pískovcovými sochami v životní velikosti.
Dalšími objekty jsou pak kaple Bičování, Poslední večeře páně a Žalář Krista.
Součástí areálu křížové cesty je Getsemanská zahrada. Jedná se o ucelený soubor pískovcových soch ležících apoštolů svatého Petra, Jakuba a Jana, klečícího Krista a anděla s kalichem. Zahrada je obehnána kovovým tepaným plůtkem.
V letech 1899 – 1902 proběhly v areálu křížové cesty parkové úpravy a byly vysazeny tři aleje. První tvoří lípa velkolistá a srdčitá a vede podél křížové cesty. Druhá vede od Getsemanské zahrady k bočnímu vstupu na hřbitov. Třetí je s druhou rovnoběžná a vede podél vrcholové cesty.

### Současnost
Před Křížovou cestou stojí několik pomníků padlým a nezvěstným z I. a II. světové války a památníček Fridrichu Schillerovi. V letech 1995 – 2005 Město Šluknov křížovou cestu opravilo. Do výklenků zastavení byly umístěny kopie reliéfů, které vyřezali zdejší řezbáři. Dochovaly se i původní dřevěné reliéfy. Křížová cesta se souborem soch Getsemanské zahrady je od roku 1958 nemovitou kulturní památkou.